# Cal Pius (l'Espunyola)
Cal Pius és una masia de l'Espunyola (Berguedà) inclosa a l'Inventari del Patrimoni Arquitectònic de Catalunya.
Es troba al nucli de l'Espunyola, a peu de la carretera C-26 (de Solsona a Berga), al km. 136,7

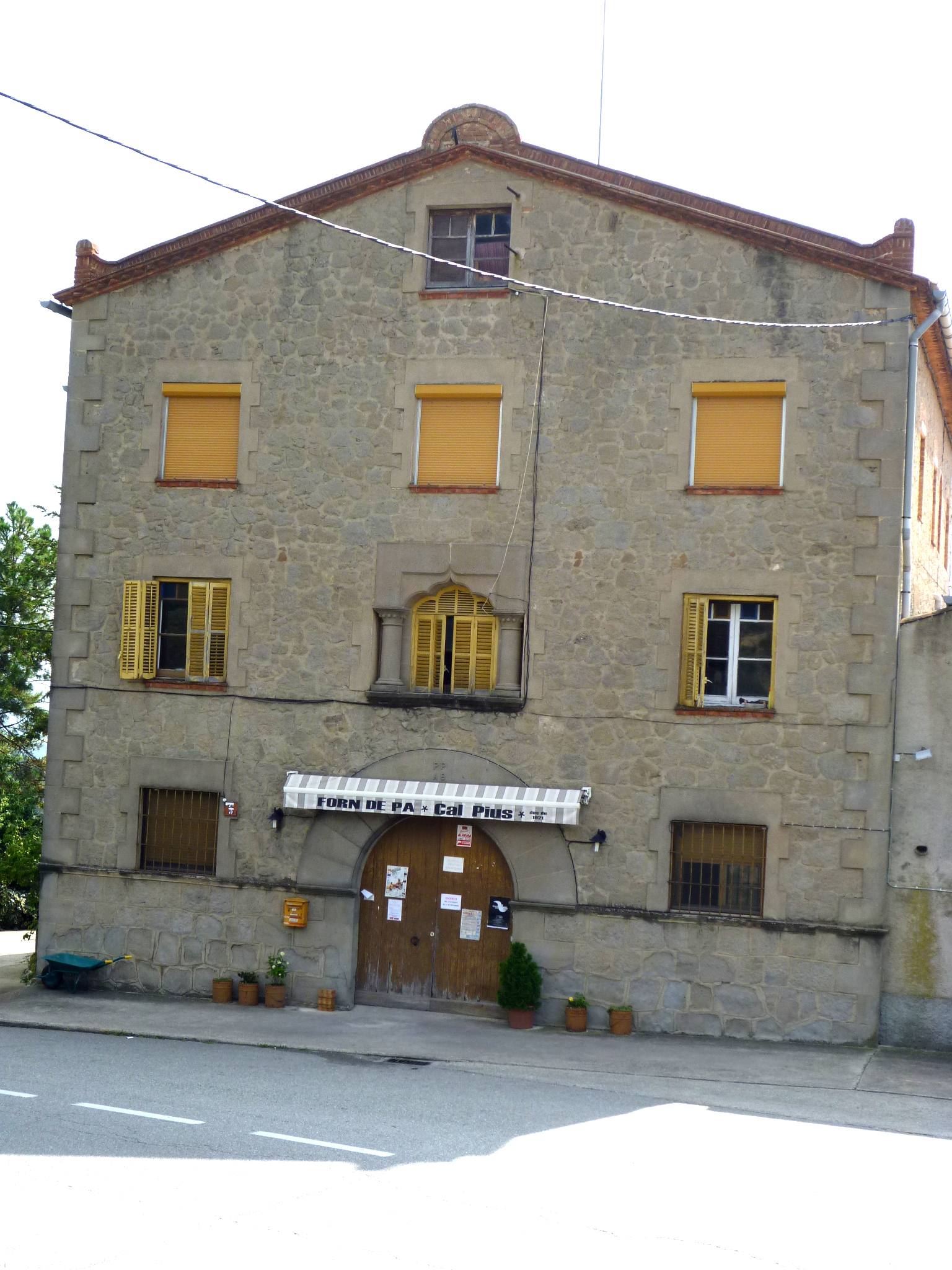
La façana

## Descripció
Masia de planta rectangular estructurada en planta baixa, dos pisos i golfes. La coberta és a dues aigües de teula àrab amb el carener perpendicular a la façana, orientada a migdia i a tramuntana. El parament és de carreus sense treballar units amb morter i als llocs destacats com les cantonades, llindes i muntants, grans carreus ben escairats. La porta és un gran arc de mig punt adovellat amb un baix relleu a la clau. Les finestres de les parts baixes estan protegides amb reixes de ferro. Hi ha també, algunes construccions annexes d'una sola alçada i mateixa tipologia.

## Història
Aquest edifici reprodueix de manera força fidel el model clàssic de masia del segle xvii i XVIII tot i que hem de situar els seus orígens en un moment ja més avançat, al segle xix. És, doncs, una mostra de la pervivència de l'estil.